# 반고개역
반고개역(Bangogae station, 반고개驛)은 대한민국 대구광역시 달서구 반고개네거리에 있는 대구 도시철도 2호선의 전철역이자 관리역이다.

## 특징
반고개네거리에 역이 있으며, 역 인근에 반고개 무침회 골목(반고개 구길)과 서대구시장이 있다. 이 역과 청라언덕역 사이 영남대역 방향의 단선 터널에 LED를 이용한 터널 광고 시스템(TAS)이 설치되었으나, 현재는 운영하지 않는다.(문양 방면으로는 설치되지 않음) 출구는 서대구시장 건너편과 크리스탈호텔 앞, 새길시장·서문시장뒷길 인근에만 설치되어 있고 반고개 오르막길 성서 방향에는 출구가 없다. 약 1.45km 떨어진 곳에 서부시장이 있으며, 이 역의 1번 출구 인근 새길시장 버스정류장에서 간선 618번 버스로 환승하면 접근할 수 있다.
출구는 시내 방향에만 설치되어 있고, 두류동과 내당동, 남산동에 걸쳐 있다. 부역명은 열린큰병원으로, 인근에 열린큰병원이 있다. 2022년 10월 계약만료로 삭제되었다.

## 역 구조
1면 2선의 분홍색 기둥의 섬식 승강장이 있는 지하 역이다. 스크린도어가 설치되어 있다.

## 역사
- 2005년 10월 18일 : 대구 도시철도 2호선 개통과 함께 영업 개시
- 2016년 8월 27일 : 스크린도어 설치

### 승강장
| 내당 ↑     |
| 하 상 \|   |
| ↓ 청라언덕 |

| 상행 | ● 대구 도시철도 2호선 | 두류·용산·문양 방면     |
| 하행 | ● 대구 도시철도 2호선 | 반월당·범어·영남대 방면 |

- 승강장에서 반대 방향 열차로 탑승할 수 있다.

## 역명 유래
그리 높지 않은 고개라는 설과 밤나무가 많아서 밤고개였던 것이 변형되었다는 설이 있다.

## 역 주변
| 나가는 곳 | 방면 |
| --------- | --- |
| 1         | 새길시장 보람병원 반고개네거리 농협 서대구농협 내당지점 IM뱅크 내당지점 열린큰병원 웰니스 1004 병원 서문시장 2지구      |
| 2         | 서대구시장 구남중학교 두류1동 행정복지센터 반고개네거리 두류2동 행정복지센터 구남여자정보고등학교 내당초등학교 한독병원 |
| 3         | 농협 농협공판장 대구중부소방서 남산그린타운 농협 농협내당동지점 크리스탈호텔                                            |
| 4         | 서문시장 내당2.3동 행정복지센터 내당2동치안센터 새길시장 동서타운 광명맨션 협화맨션 새마을금고 반고개 새마을금고 본점   |

## 승차량 변동
한때 비산동과 원대동 쪽으로 가는 수요도 있어서 이용률이 꽤 있었으나, 대구 도시철도 3호선 원대역이 개통하고 난 후 비산동, 원대동 수요가 원대역 쪽으로 분산되어 이용률이 줄어들었다.
| 노선  | 승차 인원 | 승차 인원 | 승차 인원 | 승차 인원 | 승차 인원 | 승차 인원 | 승차 인원 | 승차 인원 | 승차 인원 | 승차 인원 | 승차 인원 | 승차 인원 | 승차 인원 | 주석 |
| 노선  | 2005년    | 2006년    | 2007년    | 2008년    | 2009년    | 2010년    | 2011년    | 2012년    | 2013년    | 2014년    | 2015년    | 2016년    | 2017년    | 주석 |
| ----- | --------- | --------- | --------- | --------- | --------- | --------- | --------- | --------- | --------- | --------- | --------- | --------- | --------- | ---- |
| 2호선 | 3,113     | 4,375     | 4,548     | 4,637     | 4,776     | 4,769     | 4,765     | 4,779     | 4,910     | 4,840     | 4,633     | 4,593     |           |      |

## 인접한 역
| 대구 도시철도 2호선 | 대구 도시철도 2호선   | 대구 도시철도 2호선      |
| ------------------- | --------------------- | ------------------------ |
| 227 내당 문양 방면  | ● 대구 도시철도 2호선 | 229 청라언덕 영남대 방면 |